# مطثية منتنة
مطثية إنتانية أو المطثية المنتنة أو كلوستريديوم المنتن (الاسم العلمي: Clostridium septicum) هي نوع من البكتيريا يتبع جنس المطثية من الفصيلة المطثاوية.

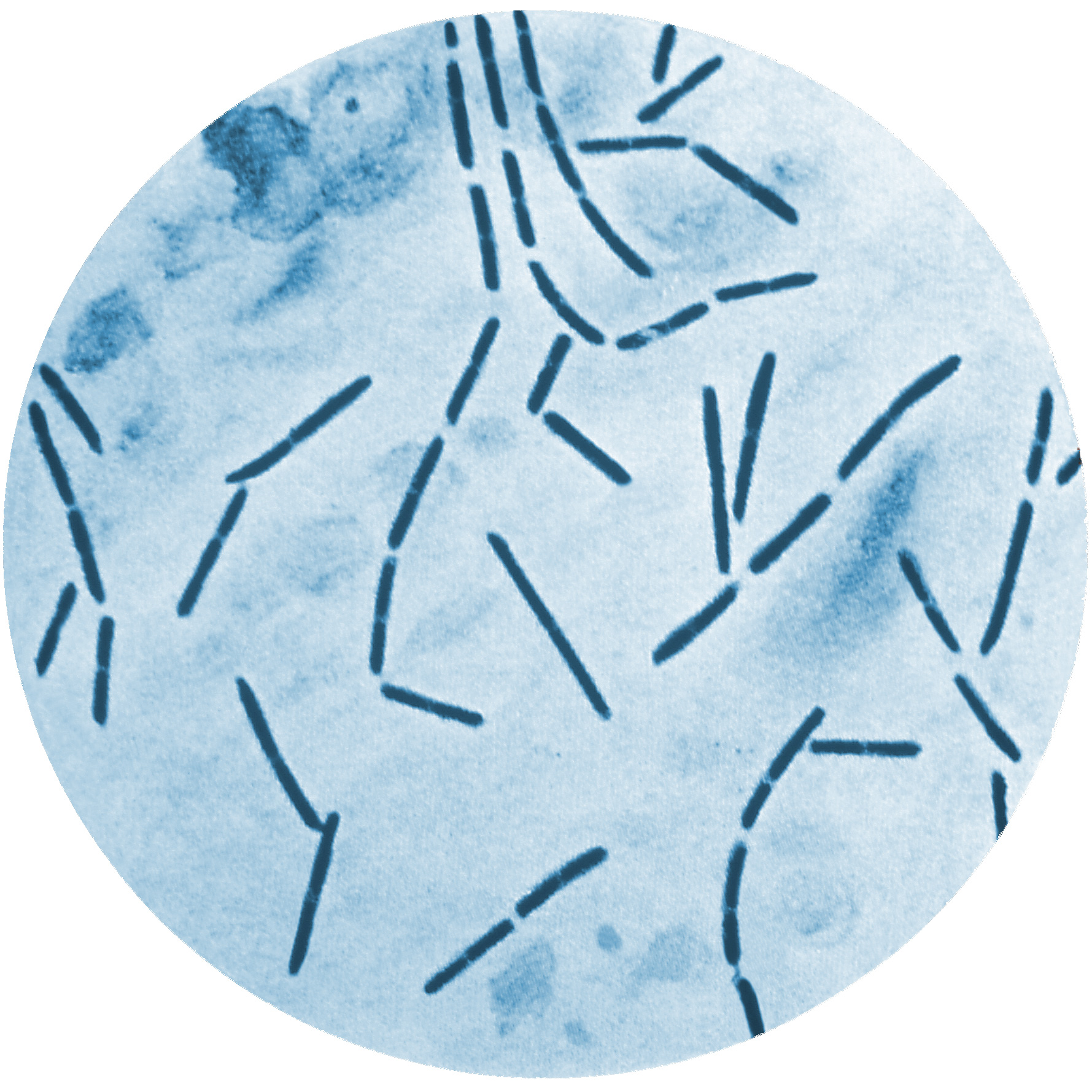
كلوستريديوم سبتيكام (كلوستريديوم منتن)